# 한지환
한지환(韓智煥, 1977년 8월 5일 ~ )은 2000년 하계 올림픽에 출전한 대한민국 전 유도 선수이다.